# Син-Асахикава (станция)
Станция Син-Асахикава (яп. 新旭川駅 син асахикава эки) — железнодорожная станция в японском городе Асахикава, обслуживаемая компанией JR Hokkaido.

## История
Станция Син-Асахикава была открыта 4 ноября 1922 года. С приватизацией JNR она перешла под контроль JR Hokkaido.

## Линии
- JR Hokkaido
  - Главная линия Сэкихоку
  - Главная линия Соя